# Distretto di Det Udom
Il distretto di Det Udom (in thailandese: เดชอุดม) è un distretto (amphoe) della Thailandia, situato nella provincia di Ubon Ratchathani.